# Bastiania parexilis
Bastiania parexilis är en rundmaskart som beskrevs av De Coninck 1935. Bastiania parexilis ingår i släktet Bastiania och familjen Bastianiidae. Inga underarter finns listade i Catalogue of Life.